# The Visitors
Pour les articles homonymes, voir The Visitors (homonymie).
Albums de ABBA
Super Trouper
(1980) Voyage
(2021)
Singles
1. One of Us
Sortie : 7 décembre 1981
2. When All Is Said and Done
Sortie : 23 décembre 1981
3. Head over Heels
Sortie : 19 mars 1982
4. The Visitors
Sortie : 5 avril 1982

The Visitors est le huitième album studio du groupe suédois ABBA, sorti le 30 novembre 1981.
Avec des textes plus matures, The Visitors est souvent considéré comme étant l'album le plus mûr et le plus abouti du groupe. L'utilisation de synthétiseurs dans la chanson-titre annonce un changement de style musical. Avec le divorce de Benny Andersson et d'Anni-Frid Lyngstad, la douleur de la séparation est à nouveau explorée dans When All Is Said and Done. Le principal succès de l'album, One of Us, évoque également la fin d'une histoire d'amour. Ailleurs, on trouve des thèmes liés à la guerre froide — d'actualité à l'époque — et d'autres chansons sur l'isolement et les regrets.
L'album est le premier du groupe à être enregistré et mixé de manière numérique. Il sera dès lors le tout premier album pop à être transféré en format disque compact dès la fin de l'année 1982. Il s'agit de l'un des deux premiers albums produits sous ce nouveau format.
The Visitors a ensuite été réédité quatre fois sous une forme numériquement remastérisée - d'abord en 1997, puis en 2001, à nouveau en 2005, dans le cadre du coffret The Complete Studio Recordings, et en 2012.
Pendant près de 40 ans, The Visitors est resté le dernier album studio d'ABBA, jusqu'à la sortie de l'album Voyage le 5 novembre 2021.

## Enregistrement et contexte
L'enregistrement de ce qui allait devenir le huitième album studio d'ABBA commença le 16 mars 1981. À cette époque, les tensions au sein d'ABBA s'étaient aggravées. Björn Ulvaeus et Agnetha Fältskog avaient divorcé en juillet 1980, tandis que l'autre couple du groupe, Benny Andersson et Anni-Frid Lyngstad, annonçait son divorce en février 1981, ajoutant des tensions au partenariat musical. Ulvaeus a mentionné rétrospectivement que les sessions étaient troublées, notant que « ça pouvait être glacial parfois ». Lyngstad a également déclaré qu'ils commençaient à se lasser de travailler ensemble.
Les membres d'ABBA et leur personnel se souviennent que les sessions d'enregistrement de cet album ont été plutôt difficiles. Tout d'abord, l'ingénieur du son Michael B. Tretow a dû s'habituer à utiliser le nouvel enregistreur numérique 32 pistes qui avait été acheté pour les studios Polar. Il explique : « L'enregistrement numérique... élimine tous les bruits, mais cela signifie aussi que les sons sont fortement enregistrés en dessous d'un certain niveau. Le son devenait tout simplement trop propre, et j'ai donc dû trouver des moyens de compenser cela ». Les trois premières pistes de l'album avaient déjà été enregistrées sur bande analogique et Tretow a donc dû transférer toutes les pistes suivantes du numérique à l'analogique et vice-versa pour éviter toute différence de qualité.
Lors de sa sortie, The Visitors a atteint le sommet des charts dans un certain nombre de territoires, mais n'a pas connu le même succès que les albums précédents.
Les singles extraits de l'album pour l'Europe seront One of Us — qui sera le dernier gros succès du groupe, malgré ou grâce à son caractère déchirant[réf. nécessaire] — et Head over Heels. Aux États-Unis paraissent également When All Is Said and Done et The Visitors (#10 dans le dance chart). Les deux singles du groupe sortis après l'album, The Day Before You Came et Under Attack ont été inclus dans des rééditions de The Visitors à partir de 1997.

## Pochette

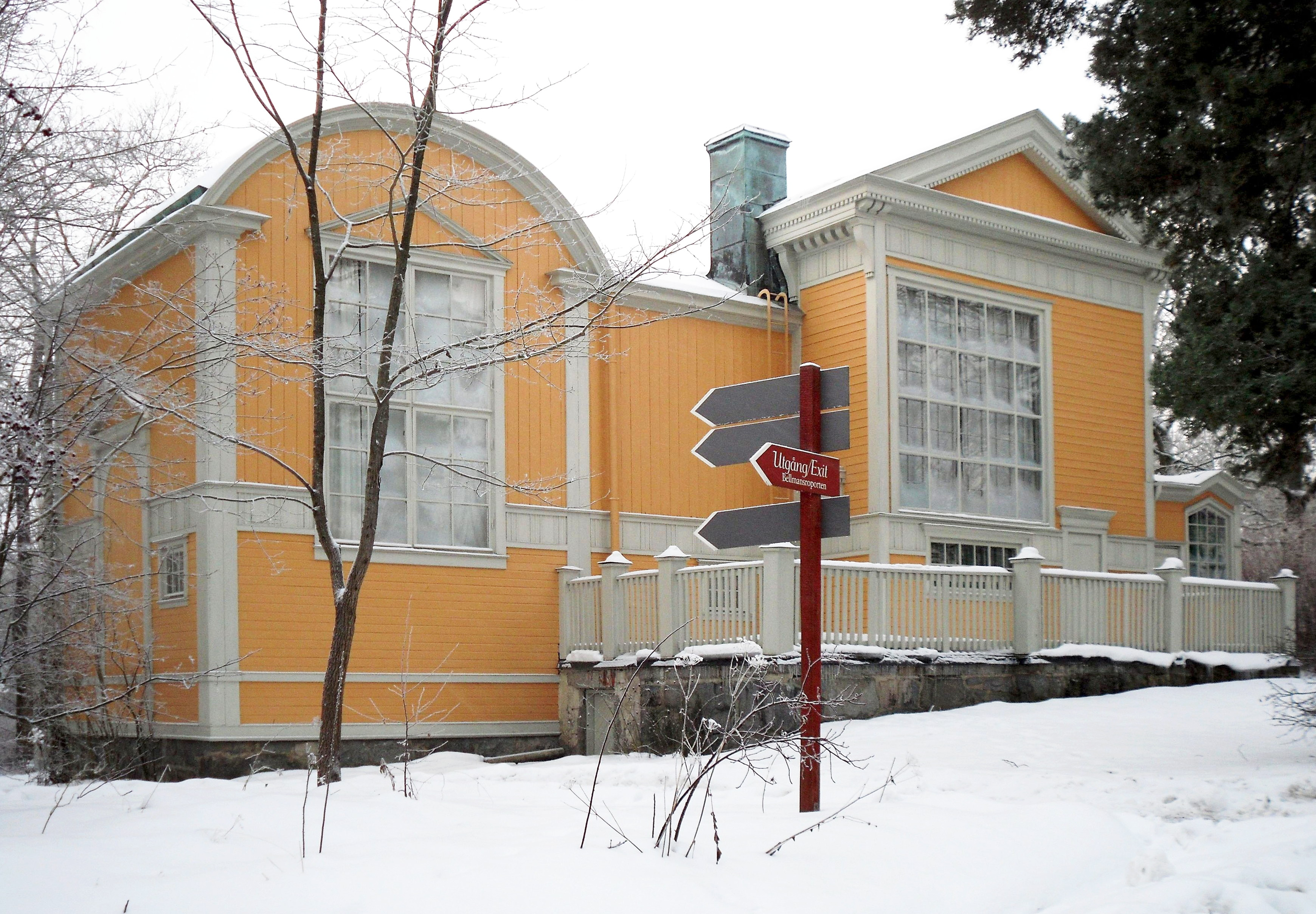
Le studio de Julius Kronberg, situé au parc Skansen à Stockholm.

Rune Söderqvist a conçu la pochette et photographié le groupe dans une pièce contenant un tableau d'Éros de l'artiste peintre suédois Julius Kronberg (en). Il s'agit du studio Atelje, situé dans le parc Skansen, à Stockholm. Le groupe est placé à l'écart et semble attendre solennellement dans l'ombre,.

## Sortie et rééditions
The Visitors est sorti le 30 novembre 1981, initialement en disque 33 tours, cassette ainsi qu'en cartouche 8 pistes aux États-Unis. L'année suivante, à la fin de 1982, elle est également éditée en disque compact, devenant, avec Une symphonie alpestre de Richard Strauss (version d'Herbert von Karajan avec l'Orchestre Philharmonique de Berlin), l'un des deux premiers albums produits sous ce nouveau format.
L'album est réédité en 1997 (remasterisé avec 4 chansons bonus), en 2001 (avec également 4 chansons bonus) et en 2005 dans l'intégrale The Complete Studio Recordings avec 7 chansons bonus, dont les versions espagnoles de Slipping Through My Fingers et When All Is Said and Done. L'édition « de luxe » de The Visitors est sortie le 23 avril 2012. Comme les précédentes éditions de la série Deluxe Edition, cette version propose un DVD d'archives ainsi que des CD de bonus, dont le pot-pourri de maquettes From a Twinkling Star to a Passing Angel, premier enregistrement inédit d'ABBA depuis 1994.

## Titres
Toutes les chansons sont écrites et composées par Benny Andersson et Björn Ulvaeus.
| 1. | The Visitors              | 5:49 |
| 2. | Head over Heels           | 3:45 |
| 3. | When All Is Said and Done | 3:20 |
| 4. | Soldiers                  | 4:38 |

| Face B | Face B                                | Face B | Face B | Face B | Face B | Face B | Face B | Face B | Face B |
| No     | Titre                                 | Durée  |        |        |        |        |        |        |        |
| ------ | ------------------------------------- | ------ | ------ | ------ | ------ | ------ | ------ | ------ | ------ |
| 5.     | I Let the Music Speak                 | 5:20   |        |        |        |        |        |        |        |
| 6.     | One of Us                             | 3:55   |        |        |        |        |        |        |        |
| 7.     | Two for the Price of One              | 3:36   |        |        |        |        |        |        |        |
| 8.     | Slipping Through My Fingers           | 3:51   |        |        |        |        |        |        |        |
| 9.     | Like an Angel Passing Through My Room | 3:25   |        |        |        |        |        |        |        |
| 37:39  |                                       |        |        |        |        |        |        |        |        |

| 10. | Should I Laugh or Cry (face B de One of Us et When All Is Said and Done) | 4:26 |
| 11. | The Day Before You Came                                                  | 5:51 |
| 12. | Under Attack                                                             | 3:48 |
| 13. | You Owe Me One (face B de Under Attack)                                  | 3:28 |

| 12. | Cassandra (face B de The Day Before You Came) | 4:56 |
| 13. | Under Attack                                  | 3:48 |

## Crédits
| ABBA - Agnetha Fältskog : chant (2, 4, 6, 8), chœurs - Anni-Frid Lyngstad : chant (1, 3, 5, 9), chœurs - Benny Andersson : synthétiseurs, claviers, chœurs - Björn Ulvaeus : guitare acoustique, mandoline, chant principal (7), chœurs Musiciens additionnels - Ola Brunkert : batterie - Rutger Gunnarsson : basse, mandoline - Janne Kling : flûte traversière et clarinette (5) - Per Lindvall : batterie (1, 4) - Åke Sundqvist : percussions - Lasse Wellander : guitare acoustique, guitare électrique, mandoline | Production - Producteurs : Benny Andersson, Björn Ulvaeus - Arrangement : Benny Andersson, Björn Ulvaeus - Ingénieur du son : Michael B. Tretow - Design : Rune Söderqvist - Remastérisation de 1997 par Jon Astley et Tim Young avec Michael B. Tretow - Remastérisation de 2001 par Jon Astley avec Michael B. Tretow - Remastérisation de 2005, coffret complet de tous les enregistrements studio, Ré-édition de 2005 par Henrik Jonsson |

## Singles
1. One of Us /Should I Laugh or Cry (UK #3, Suède #2, Belgique et Allemagne #1)
2. Head over Heels / The Visitors (UK #25, France #10, Allemagne #4)
3. The Visitors / Head over Heels (US #63)
4. When All Is Said and Done / Should I Laugh or Cry (US #27)
5. No Hay a Quien Culpar (version espagnole de When All Is Said and Done) (Mexique #29)

## Clips vidéo
| Titre                     | Date | Réalisateur     |
| ------------------------- | ---- | --------------- |
| One of Us                 | 1981 | Lasse Hallström |
| When All Is Said and Done | 1981 | Lasse Hallström |
| Head over Heels           | 1982 | Lasse Hallström |

## Classements et certifications
| Classement (1981–82)                 | Meilleure position |
| ------------------------------------ | ------------------ |
| Allemagne de l'Ouest (Media Control) | 1                  |
| Argentine (CAPIF)                    | 5                  |
| Australie (Kent Music Report)        | 22                 |
| Autriche (Ö3 Austria Top 40)         | 3                  |
| Belgique (Humo)                      | 1                  |
| Canada (Canadian Albums)             | 18                 |
| Espagne (El Gran Musical)            | 6                  |
| États-Unis (Billboard 200)           | 29                 |
| Finlande (Suomen virallinen lista)   | 2                  |
| Italie (Musica e dischi)             | 23                 |
| Japon (Oricon)                       | 12                 |
| Norvège (VG-lista)                   | 1                  |
| Nouvelle-Zélande (RIANZ)             | 19                 |
| Pays-Bas (Mega Album Top 100)        | 1                  |
| Portugal (Musica & Son)              | 1                  |
| Royaume-Uni (UK Albums Chart)        | 1                  |
| Suède (Sverigetopplistan)            | 1                  |

| Classement (2012)             | Meilleure position |
| ----------------------------- | ------------------ |
| Allemagne (Media Control AG)  | 75                 |
| Belgique (Flandre Ultratop)   | 185                |
| Espagne (Promusicae)          | 94                 |
| Pays-Bas (Mega Album Top 100) | 55                 |
| Royaume-Uni (UK Albums Chart) | 62                 |
| Suède (Sverigetopplistan)     | 18                 |
| Suisse (Schweizer Hitparade)  | 93                 |
| Chart (2021)                  | Peak position      |
| Suède (Sverigetopplistan)     | 48                 |

| Classement (1981)             | Position |
| ----------------------------- | -------- |
| Pays-Bas (Album Top 100)      | 4        |
| Royaume-Uni (UK Albums Chart) | 17       |

| Classement (1982)              | Position |
| ------------------------------ | -------- |
| Allemagne (Offizielle Top 100) | 19       |
| Autriche (Ö3 Austria)          | 14       |
| Canada (Top Albums)            | 73       |
| Pays-Bas (Album Top 100)       | 18       |
| Royaume-Uni (UK Albums Chart)  | 55       |

### Certifications et ventes
| Région                                                               | Certification | Ventes/Streams |
| -------------------------------------------------------------------- | ------------- | -------------- |
| Allemagne (BM)                                                       | Platine       | 750 000        |
| Australie (ARIA)                                                     | Or            | 35 000^        |
| Espagne (PME)                                                        | Or            | 50 000^        |
| Finlande (IFPI)                                                      | Platine       | 66 439         |
| Hong Kong (IFPI)                                                     | Or            | 10 000*        |
| Japon                                                                | —             | 128 000        |
| Royaume-Uni (BPI)                                                    | Platine       | 300 000^       |
| Suède (GLF)                                                          | Platine       | 290 000        |
| Résumé                                                               |               |                |
| Monde                                                                |               | 5 000 000      |
| *Ventes selon la certification ^Mise en rayon selon la certification |               |                |